# Lakástextília
A lakástextíliák textilipari eljárással készült termékek, amelyeket jellemzően a háztartásokban, lakásokban a mindennapok során használunk. A lakástextíliáknak számos fajtája létezik, ide tartoznak többek között a szőnyegek, függönyök, ágyneműk, törülközők, konyharuhák, párnahuzatok, bútorhuzatok, bútorkárpitok. Hagyományosan gyapjúból, pamutból és más anyagokból – pl. mesterséges szálasanyagokból – készülnek. A lakástextíliákat szövéssel, kötéssel, horgolással, csomózással vagy nemezeléssel hozzák létre.
Napjainkban a lakástextíliák már nem csak egyszerűen funkcionális célokat látnak el, hanem jelentős esztétikai szerep is jut nekik, igen gyakran alkalmazzák őket díszítőelemként a lakásban, akár művészi mintákkal díszítve. Hatnak rájuk a különféle divatirányzatok is, számos cég foglalkozik kifejezetten divatos lakástextíliák előállításával.

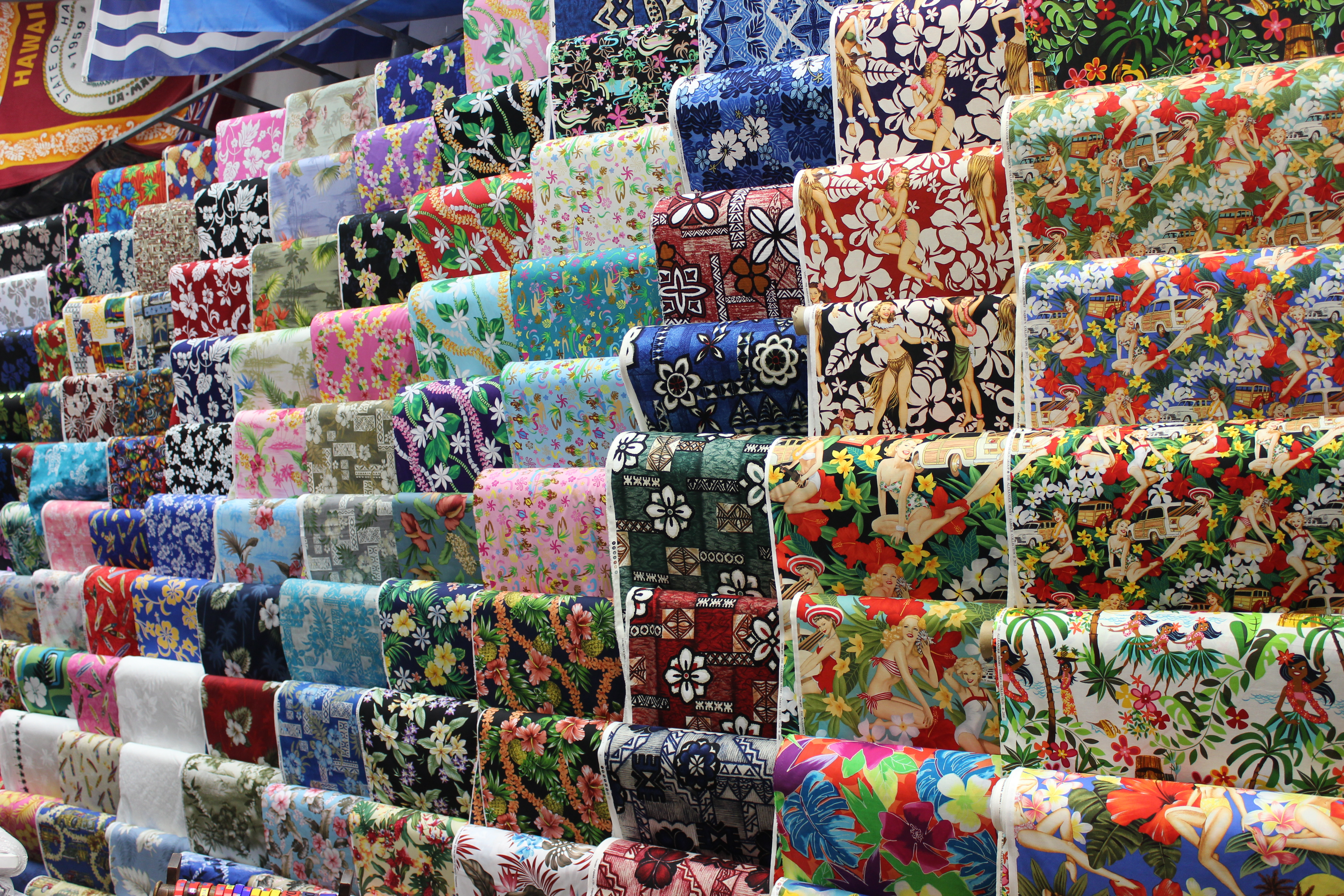
Hawaii textil kollekció

## Csoportosításuk

### Lepedők
A lepedők sima, vászon-, perkál- vagy szaténszövetekből készülnek, emellett használnak erre a célra kötött – esetleg kötött frottír- – kelmét is, többnyire elasztánfonal bekötésével, hogy szorosabban ráhúzható legyen a matracra. Fehér vagy színes kivitelben, többféle méretben készülnek, a különféle matracméretekhez igazodva. Anyaguk pamut vagy pamut/poliészter keverék. Előnyös, ha vasalást könnyítő és – poliészter tartalmú szövetek esetében – göbösödés mentesítő kikészítést kapnak. Fontos az alak- és méretállandóság biztosítása, azaz hogy mosásnál ne "menjenek össze", ne torzuljanak el. Színes lepedők esetében elengedhetetlen a jó mosási színtartóság és dörzsállóság.

### Ágyneműhuzatok
Ebbe a csoportba a paplan-, párna- és kispárna-huzatok tartoznak. Damaszt-, szatén-, perkál-, vászon- vagy kreppszövetből készülnek, fehér vagy különböző más színekben, esetleg nyomott mintával. Anyaguk leggyakrabban pamut vagy pamut/poliészter keverék. Minőségi követelményeik megegyeznek a lepedőkével.

### Fürdőszobai textíliák
A fürdőszobai textíliák általában szövött vagy kötött frottírból készülnek. Ide tartoznak az arctörlők, kéztörlők, 
törölközők és fürdőlepedők, szaunaruhák és szaunatörülközők, kádkilépő, köntösök, frottírpapucsok, különféle wellness-textíliák. Színválasztékuk, méretválasztékuk, mintázatuk különböző lehet, készülhetnek hímzett díszítéssel is.
Sima felületű törülközőket pamutból, lenből állítanak elő, szintén szövéssel, esetenként szövésmintával (pl. „darázskötés”) vagy színes fonalakkal és hímzéssel is díszítve.
A fürdőszobai textíliáknál fontos minőségi követelmény a nagy nedvszívó képesség, a forma- és mérettartás, a frottírhurkok kihúzódási hajlamának csökkentése, színes termékek esetén a kiváló mosás- és dörzsállóság.

### Konyharuhák
A konyharuhákat mosogatás utáni edénytörlésre használják. Nedvszívó pamutszövetből készülnek, többnyire színes fonalakkal, kockás vagy csíkos mintázattal díszítve.

### Asztalneműk
Abroszokat, szalvétákat általában pamutból vagy lenből készítenek, sima vagy szövésmintával (pl. damaszt), esetleg hímzéssel vagy csipkével díszített kivitelben. Igen előnyös, ha olyan kikészítéssel látják el, ami a foltok könnyű eltávolítását teszi lehetővé a mosásban.

### Takarók
A takarók alapvetően az emberi test hőszigetelésére szolgálnak pihenés vagy alvás közben. Használatosan ugyanakkor díszítőelemként is, ágyak vagy heverők letakarására, illetve autóülések védelmére. A meleg, könnyű, kis térfogatú takarók, vagy más néven plédek nagy szín-és méretválasztékban vannak jelen az üzletekben, gyakran használják őket szabad téren is például kempingezéskor, piknikezéskor. Durvább, a nagyobb igénybevételt is bíró változatait katonai és kórházi célokra állítják elő.
A takarók között a gyártási technológia szerint megkülönböztetünk szövött, tűzött, tűnemezelt vagy malimo technológiával készült, illetve alapanyaguk szerint gyapjú-, teveszőr, pamut-, viszkóz, poliakril-nitril, poliészter takarókat. Felhasználási céljuk szerint ágytakarókat, kemping- vagy strandtakarókat, autós takarókat, bébi- és gyermektakarókat különböztetünk meg.

### Szőnyegek
A lakás berendezéséhez tartozó tárgyak, amelyeket az emberek évezredek óta használnak a padló védelmére, tisztán tartására, hőszigetelésére. Emellett már korán szert tettek dekorációs szerepre is, a lakóterek dekorációját is biztosítják. Nemcsak a padozaton helyezhetőek el, falra is felfüggeszthetőek. Stílusukat, formájukat, mintázatukat nagyban befolyásolja az aktuális lakberendezési divatirányzat.
Egy helyiségen belül a szőnyeg kijelölheti a tér különböző célokra használt funkcióit is, jól megválasztott nagyságával körülfoghatja azt a területet, ahol egy-egy tevékenység zajlik. Ilyen módon összefoghat egy bútorcsoportot is; például az étkezés helyén az asztalt és a székeket egységbe rendezi.
Gyártási technológiájuk szerint megkülönböztetünk kézi technikával (csomózott, szőtt vagy kötött), gépi technikával szőtt (sima és velúr), valamint nemszőtt gyártási technológiával készült (tűzött és tűnemezelt) szőnyegeket. Megjelenésük szerint megkülönböztetünk középszőnyegeket, futószőnyegeket, padlószőnyegeket és rongyszőnyegeket. Felhasználási módjuk szerint szobai, fürdőszobai, lépcső-, fali- és szennyfogó szőnyegeket különítünk el.

### Bútorvédő huzatok, bútorkárpitozás
A lakás berendezési tárgyait (ülő- és fekvőbútorok) bevonó anyagokat bútorszöveteknek nevezzük. A bútorok bútorszövettel való bevonásával, a bútorok áthúzásával, a kisebb szöveti hibák kijavításával külön szakember, a kárpitos foglalkozik. Ma már ez tömegesen nem jellemző, általában csak az antik, értékes, de felújításra szoruló bútorokat viszik kárpitosmesterhez, aki elvégzi a szükséges reparálást, illetve kicseréli a felületen a bútorszövetet.
A kárpitozás lényege, hogy az ülő-, illetve a fekvőfelületeket különböző anyagokkal és eljárásokkal kényelmesebbé és esztétikusabbá tudják tenni. A feldolgozás módja szerint megkülönböztetünk a vázra rádolgozott, illetve a vázra ráhelyezett kárpitozási eljárást. A vázra ráhelyezett kárpitozásnál megkülönböztetünk lapos párnázást, illetve rugós kárpitozást.

### Függönyök
A függönyök alapvetően a nyílászárók elfedésére szolgálnak, azaz egyrészt a fény kirekesztésére a helyiségből, másrészt a belső tér elfedésére a külvilág elől. Ma már azonban más funkciót is betöltenek, a mindenkori stílusirányzatban is megjelennek, az aktuális divatirányzatok is befolyásolják, hogy a lakberendezők milyen alapanyagú, milyen stílusú függönnyel díszítik, dekorálják az adott helyiséget.

### Ülőpárnák és székpárnák
Az ülőpárnák hasznos és nagyon kényelmes belső kiegészítők közé tartoznak. A puha és kényelmes anyagból varrott ülőpárnák, kényelmesebbé teszik a kemény felületen lévő ülést.

## Lakástextil színharmónia
Általában egyénenként változó, hogy ki, milyen színek társaságában érzi jól magát, ennek ellenére mégis van egy-két általános megállapítás a színek és fények emberre gyakorolt hatásáról.
A színválasztás nagymértékben hozzájárul lakásunk hangulatának kialakításához. A pirosas-sárgás színek melegebb hatást keltenek, míg a kék sorozat elemei inkább hideg érzetet okoznak. Minden szín lágyabb lesz, ha feketével, vagy fehérrel tompítjuk.
Általánosságban leszögezhető, hogy a sötét, hideg színek rontják, a meleg, vidám árnyalatok ezzel szemben javítják az emberek hangulatát.
Nagyobb szobákat díszíthetjük nagy méretű, élénk mintákkal és erősebb színekkel. Kisebb szobáknál a visszafogottabb színeket és motívumokat alkalmazzuk, mert tágítják a teret, és elegáns hangulatot keltenek. Sötét szobákban halvány, világos színű függönyöket használjunk, mert ezek visszaverik a fényt. Az egységes hangulat megteremtéséhez használjunk komplementer, illetve egymással harmonizáló lakástextil színeket.

## A lakástextilipar

### Magyarország
Magyarországon a rendszerváltást megelőzően jelentős lakástextil-gyártás volt. A pamutszövőgyárak egy része ágyneműanyagokat, asztalnemű-anyagokat, törülközőket, konyharuhákat is gyártott. A lakberendezési textíliákat – bútorszöveteket, szőnyegeket, takarókat – a Lakástextil Vállalat gyáraiban állítottak elő. 
A Lakástextil Vállalatot (LATEX) 1963-ban alapították korábbi nagy múltú gyárakból: a Szombathelyi Takarógyárból, a Kőszegi Bútorszövetgyárból, a Kőszegi Posztó- és Nemezgyárból, a Tatai Szőnyeggyárból és a Soproni Szőnyeggyárból. A Soproni Szőnyeggyár később, 1971-ben kivált a LATEX-ből és önálló vállalattá alakult. A Kőszegi Bútorszövetgyár jacquard-bútorszövetekre, a Kőszegi Posztó- és Nemezgyár nyüstös bútorszövetekre, a Szombathelyi Takarógyár takarókra és műszőrmékre, a Tatai Szőnyeggyár hamis buklé- és velúrszőnyegekre szakosodott. A LATEX 1970–1975 között jelentős fejlesztéseket hajtott végre valamennyi gyárában. 1978-ban Szombathelyi Fonó- és Szövőgyár néven beolvadt a LATEX-be a Szombathelyi Pamutipari Vállalat is. A LATEX termékei igen nagy népszerűségre tettek szert mind a hazai, mind az exportpiacokon.
A 2000-es évekre világszerte általánosság vált a textilipari termékek előállításának kiszervezése az ázsiai, óceániai, indiai, dél-amerikai országokba, ahol a nagyvállalatok olcsóbban juthatnak munkaerőhöz, mint a fejlett országokban. Ugyanakkor számos kis- és középvállalkozás működik a fejlett országokban, így Magyarországon is, amelyek többnyire egyedi készítésű, akár különleges technológiákkal vagy különféle divatirányzatok szerint készítik el termékeiket, amelyeket így igyekeznek megkülönböztetni a tömegtermeléssel készült lakástextíliáktól.

### India
Indiában a lakástextíliák készítése különleges, évezredes múltra visszatekintő hagyomány. Az indiai kultúra az évszázadok alatt számtalan különféle szövőszékfajtát produkált. Az országban hagyományosan minden tartomány saját jellegzetes szöveteit készíti, saját kézműves textilkészítő hagyományokkal rendelkezik.
Irkal és Karnataka déli tartományaiban készítik az egyedi konditextíliákat, míg Salem és Tamil Nadu specialitása a pamut és selyem anyagú szövetek készítése. A keleti Nagalandban exkluzív kézi szövésű termékeket gyártanak, Santipur és Nyugat-Bengál pedig különleges jamdani szövési technikáiról híres.
A hagyományos módszerekkel készült indiai textíliákat igen gyakran használják fel olyan célokra, mint az ágytakarók, párnahuzatok, ágyneműk, asztalneműk, dekoratív abroszok, paplanok és más termékek készítéséhez.

### Kína
Kínában egy 2009-es felmérés szerint több mint 20 000 lakástextíliákat gyártó vállalkozás működik, a szám pedig évről évre emelkedik. A kínai piacon így igen nagy a verseny, az átrendeződés pedig folyamatos. A piaci becslések szerint mindössze 20-30 olyan nagyvállalat van az országban, amely a lakástextíliák gyártásával az erős márka, hatékony technológia és nagy piaci részesedése révén jelentősebb profitot képes előállítani.